# SKAP1
SKAP1 (англ. Src kinase associated phosphoprotein 1) – білок, який кодується однойменним геном, розташованим у людей на короткому плечі 17-ї хромосоми. Довжина поліпептидного ланцюга білка становить 359 амінокислот, а молекулярна маса — 41 432.
| 10         |  | 20         |  | 30         |  | 40         |  | 50         |
| ---------- |  | ---------- |  | ---------- |  | ---------- |  | ---------- |
| MQAAALPEEI |  | RWLLEDAEEF |  | LAEGLRNENL |  | SAVARDHRDH |  | ILRGFQQIKA |
| RYYWDFQPQG |  | GDIGQDSSDD |  | NHSGTLGLSL |  | TSDAPFLSDY |  | QDEGMEDIVK |
| GAQELDNVIK |  | QGYLEKKSKD |  | HSFFGSEWQK |  | RWCVVSRGLF |  | YYYANEKSKQ |
| PKGTFLIKGY |  | GVRMAPHLRR |  | DSKKESCFEL |  | TSQDRRSYEF |  | TATSPAEARD |
| WVDQISFLLK |  | DLSSLTIPYE |  | EDEEEEEKEE |  | TYDDIDGFDS |  | PSCGSQCRPT |
| ILPGSVGIKE |  | PTEEKEEEDI |  | YEVLPDEEHD |  | LEEDESGTRR |  | KGVDYASYYQ |
| GLWDCHGDQP |  | DELSFQRGDL |  | IRILSKEYNM |  | YGWWVGELNS |  | LVGIVPKEYL |
| TTAFEVEER  |  |            |  |            |  |            |  |            |

A: Аланін

C: Цистеїн

D: Аспарагінова кислота

E: Глутамінова кислота

F: Фенілаланін

G: Гліцин

H: Гістидин

I: Ізолейцин

K: Лізин

L: Лейцин

M: Метіонін

N: Аспарагін

P: Пролін

Q: Глутамін

R: Аргінін

S: Серин

T: Треонін

V: Валін

W: Триптофан

Кодований геном білок за функцією належить до фосфопротеїнів. 
Задіяний у таких біологічних процесах, як адаптивний імунітет, імунітет, альтернативний сплайсинг. 
Локалізований у клітинній мембрані, цитоплазмі, ядрі, мембрані.